# وزارة العدل (ليبيا)
وزارة العدل الليبية  هي الوزارة المسؤولة عن المحاكم ومراكز الشرطة وتطبيق القانون الليبي، أنشئت بقرار من المؤتمر الوطني العام في منتصف عام 2012 خلفا للجنة الشعبية العامة للعدل .